# McConnell Air Force Base

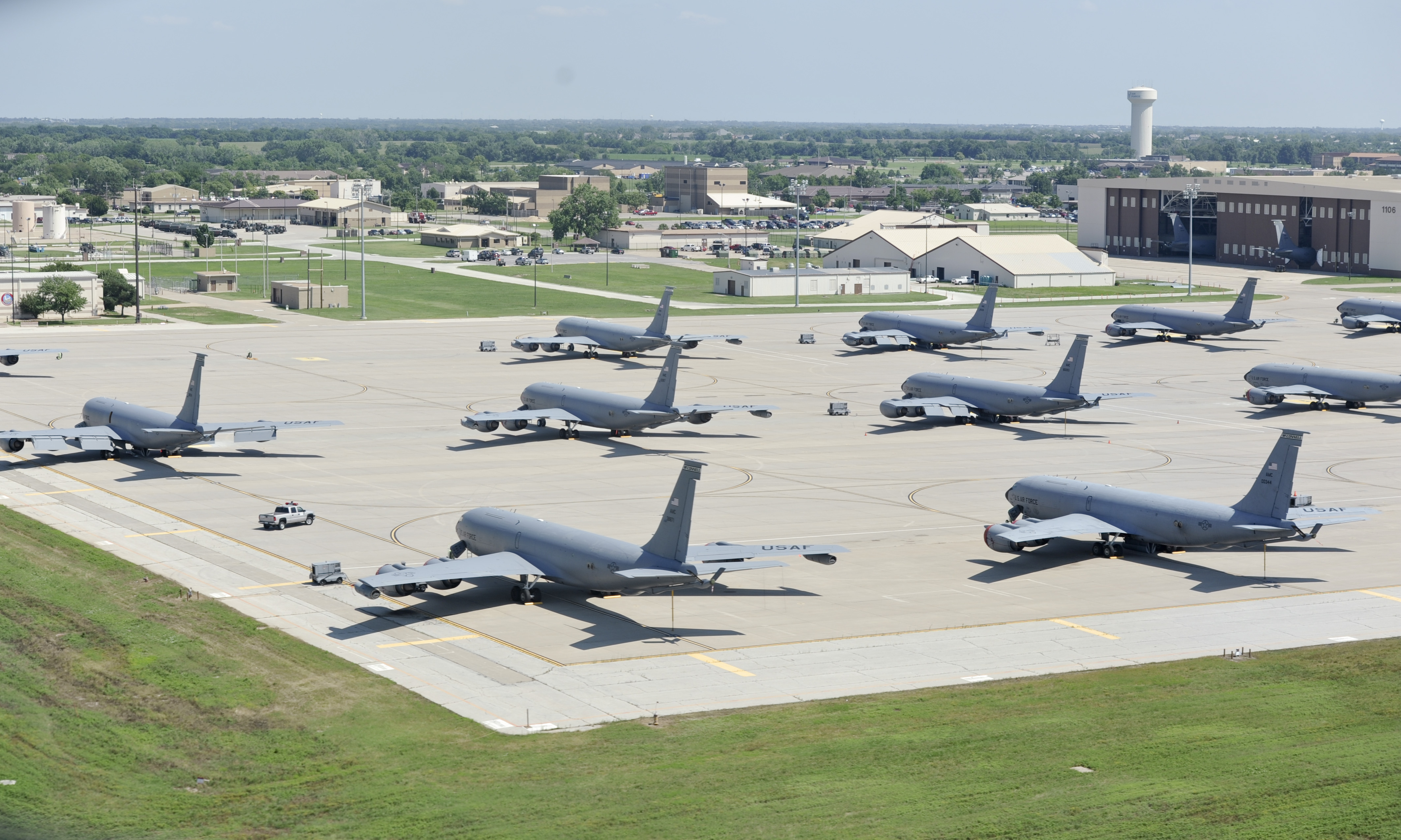
Flera KC-135 Stratotanker uppställda på McConnell Air Force Base.

McConnell Air Force Base är en militär flygplats tillhörande USA:s flygvapen som är belägen 6 kilometer sydost om staden Wichitas stadskärna i Sedgwick County, Kansas, USA.

## Historik
Flygbasen är uppkallad till minnet av bröderna Fred och Thomas McConnell från samma ort som var piloter i USA:s arméflygvapen under andra världskriget. Den militära flyverksamnheten påbörjades 1951 då flygvapnet köpte stadens existerande flygplats. Under det kalla kriget användes basen av Strategic Air Command (SAC) till en början för utbildning av besättningar till B-47 Stratojet.

## Verksamhet
På McConnell Air Force Base finns flygförband avsedda för lufttankning och transporter. Där finns 22d Air Refueling Wing (22 ARW) i det reguljära flygvapnet och som sorterar under Air Mobility Command, reservförbandet Air Refueling Wing (931 ARW) samt 184th Wing (184 W) i Kansas flygnationalgarde.